# Sônia Bridi
Sônia Matilde Bridi  (Caçador, 13 de novembro de 1963) é uma jornalista, escritora e repórter de televisão brasileira.

## Biografia
Nascida na cidade de Caçador, é formada pela Universidade Federal de Santa Catarina (UFSC). Atualmente mora no Rio de Janeiro. 

## Carreira
Sônia foi correspondente da Rede Globo em Londres (1995), Nova Iorque (1996 a 1999), Pequim (2005 a 2006) e Paris (2008 a 2010). 
Em 2008 foi finalista do Prêmio Imprensa entregue pela Embratel, com a reportagem Oscar Niemeyer - 100 anos que fez juntamente com Graziela Azevedo, Júlio Mosquéra, Narrimann Sible e Sandra Passarinho.
Em 2013, em reportagem com o jornalista Glenn Greenwald revelou que a presidente Dilma Rousseff foi espionada pelo governo americano.

### Como escritora
Em julho de 2008, Sônia lançou o livro Laowai (estrangeiro) – histórias de uma repórter brasileira na China sobre a permanência na China entre 2005 e 2006, publicado pela editora Letras Brasileiras[carece de fontes?]. Sônia também lançou em 2012 Diário do Clima publicado pela Globo Livros, relatando suas viagens pelo mundo em busca de respostas para as alterações climáticas bem como relatando os bastidores da série do Fantástico Terra, que tempo é esse?.

## Vida pessoal
Há 23 anos vive com o cinegrafista e fotógrafo Paulo Zero com quem tem um filho, Pedro (2001). Sua filha, Mariana Bridi Spinello (1984) foi casada de 2012 a 2022 com o ator Rafael Cardoso, e juntos são pais de Aurora e Valentim.